# Spleen and Ideal
Spleen and Ideal è il secondo album in studio del gruppo musicale australiano Dead Can Dance, pubblicato il 25 novembre 1985 dalla 4AD.

## Tracce
Testi e musiche di Dead Can Dance.
1. De Profundis (Out of the Depths of Sorrow) – 4:00
2. Ascension – 3:05
3. Circumradiant Dawn – 3:17
4. The Cardinal Sin – 5:29
5. Mesmerism – 3:53
6. Enigma of the Absolute – 4:13
7. Advent – 5:19
8. Avatar – 4:35
9. Indoctrination (A Design for Living) – 4:16

## Formazione
Gruppo
- Brendan Perry – strumentazione, voce
- Lisa Gerrard – strumentazione, voce

Altri musicisti
- Gus Ferguson – violoncello
- Martin McGarrick – violoncello
- James Pinker – timpani
- Tony Ayres – timpani
- Richard Avison – trombone
- Simon Hogg – trombone
- Carolyn Costin – violino
- Andrew Hutton – soprano (traccia 1)

Produzione
- Dead Can Dance – produzione
- John A. Rivers – produzione, ingegneria del suono
- Jonathan Dee – ingegneria del suono